# Гомес, Давид
Давид Гомес Мартинес (исп. David Gómez Martínez; род. 13 февраля 1981, Эль-Росаль, Галисия) — испанский легкоатлет, специалист по многоборьям. Выступал за сборную Испании по лёгкой атлетике в 2000-х годах, победитель иберо-американского чемпионата, чемпион и призёр первенств национального значения, участник двух летних Олимпийских игр.

## Биография
Давид Гомес родился 13 февраля 1981 года в муниципалитете Эль-Росаль провинции Понтеведра.
Занимался лёгкой атлетикой в клубе Celta de Vigo в Виго, проходил подготовку под руководством тренера Хесуса Ленсе.
Впервые заявил о себе на международном уровне в сезоне 2000 года, когда вошёл в состав испанской национальной сборной и выступил на юниорском мировом первенстве в Сантьяго, где стал серебряным призёром в программе десятиборья.
В 2001 году был шестым на молодёжном европейском первенстве в Амстердаме.
На молодёжном европейском первенстве 2003 года в Быдгоще вновь показал шестой результат.
В августе 2004 года одержал победу на домашнем иберо-американском чемпионате в Уэльве, установив при этом свой личный рекорд в десятиборье — 7940 очков. Благодаря череде удачных выступлений удостоился права защищать честь страны на летних Олимпийских играх в Афинах — набрал в сумме всех дисциплин десятиборья 7865 очков, расположившись в итоговом протоколе соревнований на 22-й строке.
В 2005 году стартовал на крупном международном турнире Hypo-Meeting в Австрии, принял участие в Кубке Европы по легкоатлетическим многоборьям в Быдгоще — стал здесь бронзовым призёром в личном и командном зачётах.
В 2006 году получил серебро на иберо-американском чемпионате в Понсе, уступив только соотечественнику Оскару Гонсалесу.
Находясь в числе лидеров легкоатлетической команды Испании, благополучно прошёл отбор на Олимпийские игры 2008 года в Пекине — на сей раз провалил все попытки в прыжках с шестом и с итоговым результатом в 6876 очков занял в общем зачёте 25-е место (впоследствии в связи с дисквалификацией россиянина Александра Погорелова поднялся до 24-й позиции).
После пекинской Олимпиады Гонсалес оставался действующим спортсменом ещё в течение одного олимпийского цикла, в 2011, 2012 и 2013 годах становился чемпионом Испании в десятиборье, однако на международной арене больше не показывал сколько-нибудь значимых результатов.